# Joshua Kelly
Pour les articles homonymes, voir Kelly.
Joshua Kelly, né le 4 mars 1996, est un coureur cycliste barbadien. Ses frères Jesse et Jacob sont également coureurs cyclistes.

## Biographie
Figure du cyclisme barbadien, Joshua Kelly est devenu champion des Caraïbes à plusieurs reprises. Il compte également de nombreux titres de champion national, dans la course en ligne et le contre-la-montre. 
En 2016, il participe à quelques courses amateurs dans le Morbihan sous les couleurs du Véloce Club Pontivyen, en compagnie de son frère Jesse. Deux ans plus tard, il termine sixième du Trophée de la Caraïbe et douzième de la Vuelta a la Independencia Nacional.

## Palmarès et résultats

### Palmarès par année
- 2014
  -  Médaillé d'argent du championnat de la Caraïbe du contre-la-montre juniors
- 2015
  -  Champion de la Caraïbe du contre-la-montre[3]
  -  Champion de la Caraïbe du contre-la-montre espoirs
  - 2e du championnat de la Barbade du contre-la-montre
- 2016
  -  Champion de la Barbade sur route[4]
  - 2e du championnat de la Barbade du contre-la-montre
  -  Médaillé d'argent du championnat de la Caraïbe du contre-la-montre espoirs
  -  Médaillé de bronze du championnat de la Caraïbe du contre-la-montre
- 2017
  -  Médaillé de bronze du championnat de la Caraïbe du contre-la-montre espoirs[5]
- 2018
  -  Champion de la Caraïbe du contre-la-montre espoirs
  -  Champion de la Barbade du contre-la-montre[6]
  - 3e du championnat de la Barbade sur route
  -  Médaillé de bronze du championnat de la Caraïbe du contre-la-montre
- 2019
  -  Champion de la Barbade du contre-la-montre
  - 2e du championnat de la Barbade sur route
- 2020
  -  Champion de la Barbade sur route
  -  Champion de la Barbade du contre-la-montre
- 2021
  -  Champion de la Caraïbe sur route
  -  Médaillé d'argent du championnat de la Caraïbe du contre-la-montre
  - 2e du championnat de la Barbade du contre-la-montre
  - 3e du championnat de la Barbade sur route
- 2022
  - 3e du championnat de la Barbade sur route
- 2023
  -  Champion de la Barbade du contre-la-montre
  - 2e du Trophée de la Caraïbe
  - 2e du championnat de la Barbade sur route
- 2024
  -  Champion de la Barbade sur route

### Classements mondiaux
| Année                                 | 2021 | 2022  | 2023  | 2024  |
| ------------------------------------- | ---- | ----- | ----- | ----- |
| Classement mondial                    | 533e | 1569e | 1356e | 1131e |
| UCI America Tour                      | 54e  | 230e  | nc    | nc    |
|                                       |      |       |       |       |
| Légende : nc = non classéSource : UCI |      |       |       |       |